# Pyrenäen-Silge
Die Pyrenäen-Silge (Angelica pyrenaea (L.) Spreng., Syn.: Selinum pyrenaeum (L.) Gouan), auch Pyrenäen-Engelwurz genannt, ist eine Pflanzenart aus der Gattung Engelwurzen (Angelica) innerhalb der Familie der Doldenblütler (Apiaceae).

## Beschreibung

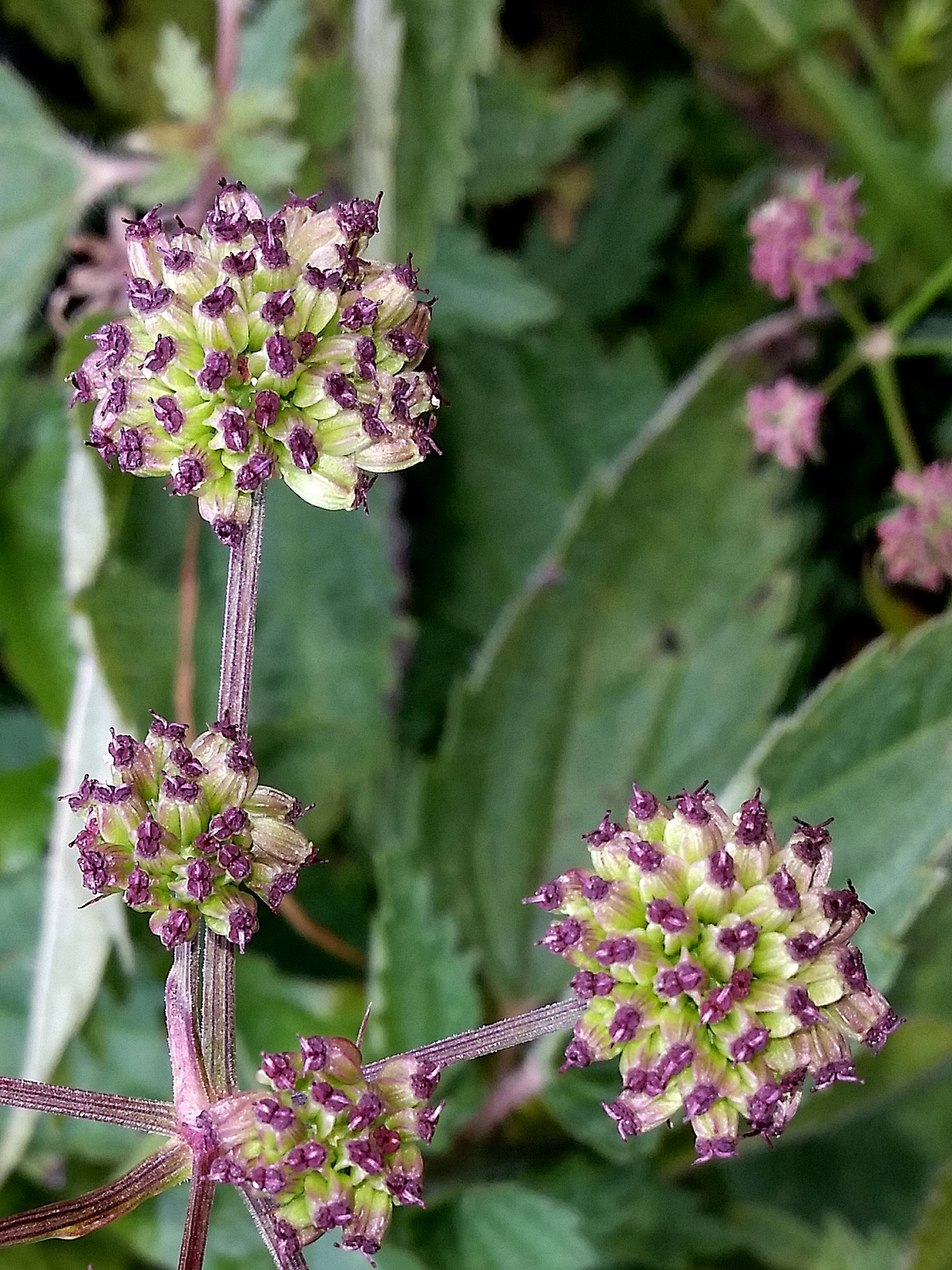
Doppeldoldiger Fruchtstand

### Vegetative Merkmale
Die Pyrenäen-Engelwurz ist eine ausdauernde krautige Pflanze, die Wuchshöhen von 10 bis 40 Zentimetern erreicht. Die Grundachse ist nicht sehr dick, braun, geringelt, wenig verzweigt, meist einköpfig mit zahlreichen Fasern. Der kahle Stängel ist aufrecht, gefurcht meist einfach und nur einblättrig, seltener etwas verzweigt und mehrblättrig.
Die kahlen Laubblätter sind bei einer Länge von 6 bis 10 Zentimetern im Umriss dreieckig-eiförmig. Sie sind dreifach fiederschnittig. Die Zipfel letzter Ordnung sind ungestielt, kurz und schmal, linealisch-lanzettlich, ungeteilt oder zwei- bis dreispaltig, ganzrandig und mit einer weißen Knorpelspitze versehen. Die Grundblätter sind lang gestielt; die Stängelblätter haben viel größere bauchig aufgeblasene Blattscheiden, sie sind kurz gestielt und das oberste ist sitzend.

### Generative Merkmale
Die Blütezeit reicht von Juni bis September. Der doppeldoldige Blütenstand ist relativ klein und 3- bis 13-strahlig. Die Strahlen sind sehr ungleich lang, dick und fast gerade. Die Döldchen sind reichblütig, gedrungen und mit kahlen Blütenstielen. Die Hülle enthält höchstens ein Hüllblatt. Die zahlreichen Hüllchenblätter sind linealisch-pfriemlich und so lang oder länger als die Blütenstiele. Die Kronblätter sind gelblich-weiß oder grünlich-weiß, etwa 1 Millimeter lang und ¾ Millimeter breit.
Die Teilfrucht ist bei einer Länge von etwa 4,5 Millimetern sowie einer Breite von etwa 3 Millimetern breit-elliptisch. Die Teilfrucht hat drei dreikantig vorspringende Rückenrippen und zwei etwa fünfmal so breite flügelförmig ausgezogene Randrippen.
Die Chromosomenzahl beträgt 2n = 22.

## Vorkommen
Die Pyrenäen-Engelwurz kommt nur in Spanien, Andorra und Frankreich vor. Sie fehlte bis 2021 in Deutschland und hat ihre nächsten Vorkommen in den Vogesen. In den Vogesen kommt sie ziemlich häufig vor in Höhenlagen von 900 bis 1200 Metern, steigt aber vereinzelt auch bis 500 Meter hinab.
Sie gedeiht in Mitteleuropa subalpinen Nieder- und Quellmooren oder feuchten sauren Magerrasen, auf nass-feuchten, kalkarmen, mehr oder weniger torfigen Sumpfhumusböden oder Rohhumusböden vor allem im Caricetum fuscae aus dem Verband Caricion fuscae, aber auch im Juncetum squarrosi oder Juncetum acutiflori.

## Taxonomie
Die Erstveröffentlichung erfolgte 1753 unter dem Namen (Basionym) Seseli pyrenaeum durch Carl von Linné in Species Plantarum, Tomus I, S. 261. Die Neukombination zu Angelica pyrenaea (L.) Spreng. wurde 1818 durch Kurt Sprengel in Species umbelliferarum minus cognitae illustratae, S. 62 veröffentlicht. Synonyme für Angelica pyrenaea (L.) Spreng. sind: Selinum pyrenaeum (L.) Gouan Epikeros pyrenaeus (L.) Raf. Epikeros pyrenaicus (L.) Raf. wird auch von Autoren verwendet.